# Rhodanassa callimnestra
Rhodanassa callimnestra är en fjärilsart som beskrevs av Edward Meyrick 1915. Rhodanassa callimnestra ingår i släktet Rhodanassa och familjen plattmalar. Inga underarter finns listade i Catalogue of Life.